# Schwarzer (Familienname)
Schwarzer ist ein Familienname. Zu Herkunft und Bedeutung siehe Schwarz.

## Namensträger
- Alfred Schwarzer (* 1951), deutscher Fußballspieler
- Alice Schwarzer (* 1942), deutsche Frauenrechtlerin
- Bernd Schwarzer (* 1954), deutscher Maler
- Christian Schwarzer (* 1969), deutscher Handballspieler
- Christina Schwarzer (* 1976), deutsche Politikerin (CDU)
- Daniela Schwarzer (* 1973), deutsche Politikwissenschaftlerin
- Dominik Schwarzer (* 1986), deutscher Sänger, Songwriter, Komponist und Musikproduzent
- Edmund Schwarzer (1868–1952), deutscher Maler
- Hans Schwarzer, österreichischer Fußballspieler
- Heinrich Schwarzer (1922–1992), deutscher Radrennfahrer
- Helge Schwarzer (* 1985), deutscher Leichtathlet
- Hendrik Schwarzer (* 1987), deutscher Komponist
- Herbert Schwarzer (1926–2021), deutscher Jurist und Richter
- Jan Eric Schwarzer (* 1980), deutscher Radrennfahrer
- Jochen Schwarzer (* 1967), deutscher Übersetzer
- Johann Schwarzer (1880–1914), österreichischer Fotograf, Filmregisseur und -produzent
- Josef Schwarzer (1881–1908), deutscher Schrittmacher
- Julian Schwarzer (* 1999), philippinischer Fußballtorhüter
- Kian Schwarzer (* 1999), deutscher Handballspieler
- Leonie Schwarzer (* 1991), deutsche Journalistin, Hörfunk- und Fernsehmoderatorin
- Ludwig Schwarzer (1912–1989), österreichischer Maler
- Mark Schwarzer (* 1972), australischer Fußballspieler
- Max Schwarzer (1882–1955), deutscher Gebrauchsgrafiker
- Oskar Schwarzer (* 1999), deutscher Leichtathlet
- Ralf Schwarzer (* 1943), deutscher Psychologe
- Raphael Schwarzer, deutscher Opernsänger (Bariton)
- Rudolf Schwarzer (Politiker, 1879) (1879–1965), deutscher Politiker (BVP, CSU), MdR
- Rudolf Schwarzer (Politiker, II), deutscher Politiker (SED), MdV
- Stefan Schwarzer (* 1981), deutscher Chemiker und Chemiedidaktiker
- Waldemar Schwarzer (* 1889), deutscher Fußballspieler